# Ivan Djantou
Ivan Cabrel Djantou Tchaboutang (født 14. marts 2002 i Douala) er en professionel fodboldspiller fra Cameroun, der spiller for Sønderjyske Fodbold som angriber.

## Karriere
Den 17. juni 2024, annoncerede Sønderjyske Fodbold Ivan Djantou på en kontrakt indtil 2028. 